# Marc Gottlieb
Marc Gottlieb ist ein US-amerikanischer Drehbuchautor, Filmschauspieler, Filmproduzent und Filmregisseur.

## Leben
Über Gottlieb ist wenig bekannt. 1995 war er als Drehbuchautor, Filmproduzent und Filmregisseur für die Filmkomödie Cousin Howard tätig und übernahm außerdem eine Nebenrolle. Zwei Jahre später folgte eine Nebenrolle im Spielfilm Snapshots from a .500 Season. Seit 2016 schreibt er unter anderen Drehbücher für die  Filmproduktions- und Filmverleihgesellschaft The Asylum und übernimmt außerdem Nebenrollen in diesen Filmen.

## Filmografie (Auswahl)

### Drehbuch
- 1995: Cousin Howard
- 2016: Planet of the Sharks (Fernsehfilm)
- 2017: Alien Convergence – Angriff der Drachenbiester (Alien Convergence)
- 2018: Triassic World
- 2019: Deathcember
- 2020: In the Drift
- 2021: Aquarium of the Dead
- 2021: Jungle Run – Das Geheimnis des Dschungelgottes (Jungle Run)
- 2021: Hypocritical Hit (Kurzfilm)
- 2022: 2025 Armageddon – Willkommen im Multiversum (2025 Armageddon)
- 2022: Top Gunner 2 – Danger Zone (Top Gunner: Danger Zone)
- 2022: Super Volcano (Fernsehfilm)
- 2022: Megaquake – Kalifornien am Abgrund (20.0 Megaquake, Fernsehfilm)
- 2023: Ape vs. Mecha Ape
- 2023: Megalodon: The Frenzy
- 2023: Ice Storm – Der Beginn einer neuen Eiszeit (Ice Storm, Fernsehfilm)
- 2023: Snow White and the Seven Samurai
- 2024: Ape X Mecha Ape: New World Order
- 2024: War of the Worlds – Extinction

### Schauspieler
- 1995: Cousin Howard
- 1997: Snapshots from a .500 Season
- 2018: Triassic World
- 2020: Terror from 20,000 Leagues Below
- 2021: Hypocritical Hit (Kurzfilm)
- 2022: How to Kill Your Roommates and Get Away with It
- 2022: Top Gunner 2 – Danger Zone (Top Gunner: Danger Zone)

### Produzent
- 1995: Cousin Howard (auch Regie)
- 2019: Deathcember

### Regie
- 2023: Ape vs. Mecha Ape
- 2024: Ape X Mecha Ape: New World Order
- 2024: Witch Hunter – Der Hexenjäger (Witch Hunter)